# Stara vas, Žitara vas
Stara vas (nemško Altendorf) je naselje v Občini Žitara vas v Okraju Velikovec na Koroškem v Avstriji.